# Albert Bowman Rogers
Pour les articles homonymes, voir Rogers.
Albert Bowman Rogers, né le 28 mai 1829 à Orleans (Massachusetts)  - mort le 4 mai 1889 à Waterville (Minnesota), est un ingénieur civil américain. Il fut le découvreur du col Rogers en Colombie-Britannique (Canada) ce qui permit la construction du premier chemin de fer transcontinental canadien sur un chemin plus court.

## Éducation
Albert Bowman Rogers commença son éducation comme apprenti charpentier chargé de la réparation de navires. En 1851, il entre à la faculté de génie de l'université Brown, à Providence et passe à l'université Yale en 1852 pour obtenir son diplôme en 1853. Il commença sa carrière sur le canal Érié et travailla ensuite en Iowa et au Minnesota.

## Découverte du col
En février 1881, il fut engagé par James Jerome Hill pour aider à fixer un tracé pour le chemin de fer du Canadien Pacifique à travers les montagnes Rocheuses et la chaîne Columbia. Il explora à partir d'avril les cols Howse et du Cheval-qui-Rue, mais décida de prendre personnellement la recherche d'un col pour la chaîne Selkirk, que l'on croyait impénétrable. Il remonta avec l'aide de son neveu et de guides Shuswaps la rivière Illecillewaet jusqu'au sommet du mont Sir Donald où il crut apercevoir en juin 1881 un col plus au nord. Cependant, par manque de vivres, il dut renoncer à l'explorer. Il passa le reste de l'été 1881 à tracer la ligne dans le col du Cheval-qui-Rue.
En mai 1882, il fit une nouvelle expédition à partir de la rivière Beaver, mais elle échoua aussi par manque de vivres. Il refit un nouvel essai en juillet et découvrit finalement le col le 24 juillet. 

## Après le col
James Jerome Hill ne jurait maintenant que par lui et lui proposa de le suivre dans la construction de la Great Northern Railway. La carrière de Rogers prit cependant fin en 1887 quand il chuta d'un cheval près de Cœur d'Alene. Il mourut d'un cancer de l'estomac chez son frère à Waterville, au Minnesota.